# Колбасная оболочка

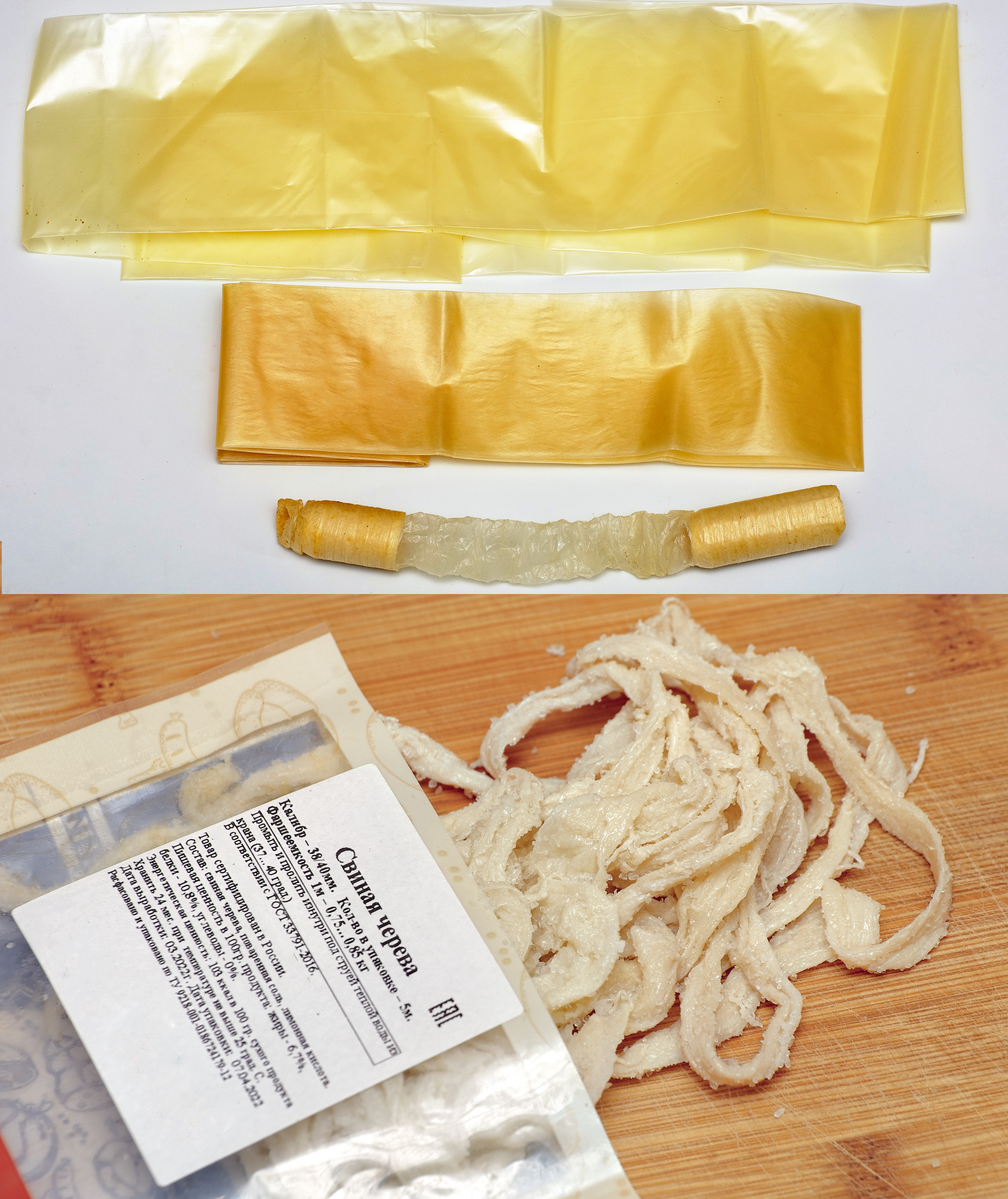
Искусственная колбасная оболочка (сверху) и натуральная колбасная оболочка (снизу)

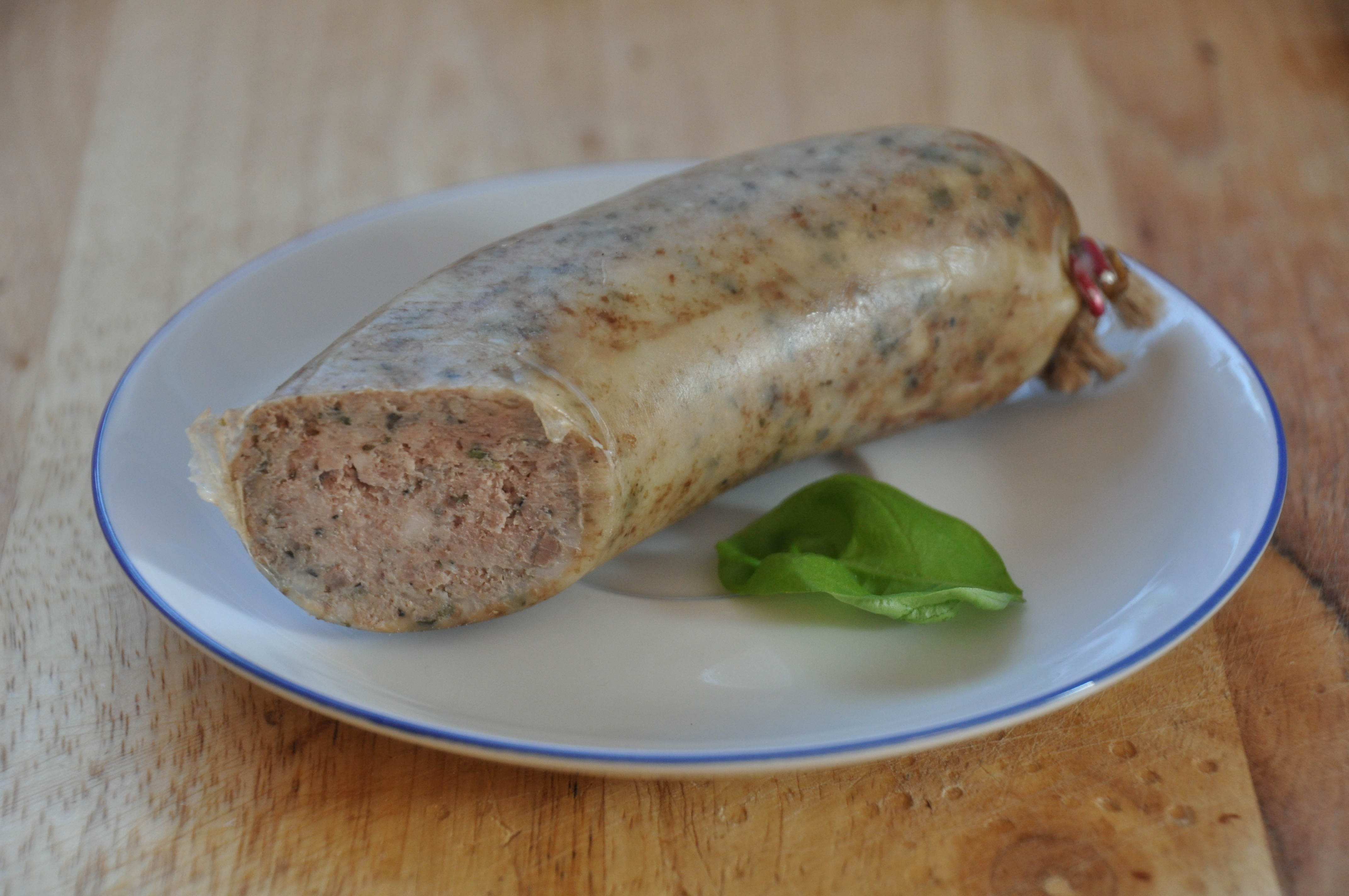
Тюрингенский лебервурст в натуральной оболочке

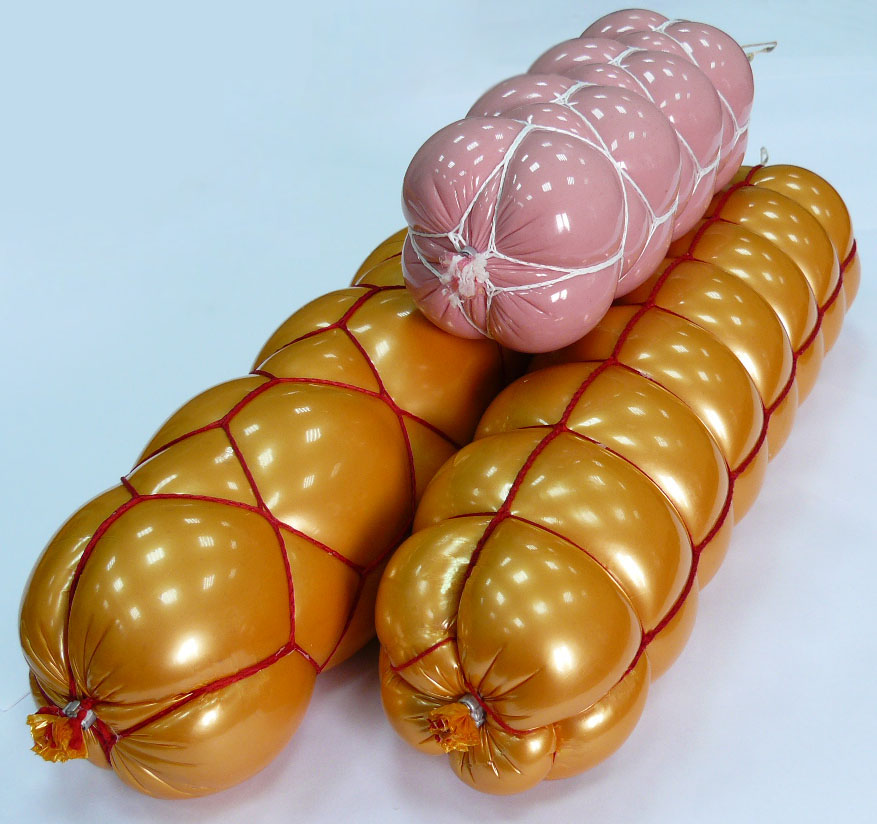
Батоны варёной колбасы в искусственной оболочке

Колбасная оболочка — упаковка для хранения колбасных изделий, которая придаёт им форму и защищает от внешнего воздействия, а также является носителем информации для потребителя. Существует широкий выбор колбасных оболочек, как натуральных, так и искусственных.

## Натуральная колбасная оболочка
При изготовлении колбасных изделий изначально использовались только отделы пищеварительно-кишечного тракта, в основном кишки, получаемые как побочный продукт при забое скота. Сырьём в кишечных цехах мясокомбинатов для производства натуральной колбасной оболочки служат все виды кишок крупного рогатого скота, свиней, баранов, реже - лошадей, коз, телят. В колбасном производстве вместо анатомических названий кишок используется собственная терминология: круги — из ободочной кишки с узким отрезком прямой кишки, синюги — из слепой кишки с начальной частью ободочной кишки, черева — из тонкого отдела кишечника рогатого скота. Для каждого вида колбасных изделий натуральная оболочка подбирается по виду, диаметру и длине, чтобы она выдерживала напряжение как при наполнении фаршем, так и при термической обработке, что регламентируется в технической документации. По размеру натуральные оболочки подразделяются на калибры, а по качеству — на сорта.
После забоя животного производится нутровка: из брюшной полости удаляется пищеварительный тракт. Затем у него удаляют прилегающий нутряной жир, соединительную ткань и не пригодные для последующего использования части, например, желудок. Кишки очищают от грязи и экскрементов при обильном использовании воды и выворачивают, чтобы удалить слизистый слой с кишечными ворсинками, и вновь тщательно и обильно промывают. Полученные натуральные оболочки, если они не будут использоваться немедленно, консервируют в соли. Перед использованием консервированные натуральные оболочки потом требуется промыть от соли.
Преимущества натуральной колбасной оболочки состоят в возможности использовать её в пищу вместе с содержимым и высокой проницаемости для дыма. Недостатки натуральной оболочки — нестабильность калибров и качества, трудоёмкость подготовки, малые сроки хранения колбас, сложности в автоматизации производства, высокая стоимость и невозможность маркировки товара.

## Искусственная колбасная оболочка
Необходимость в искусственной оболочке для колбас возникла в конце XIX века с ростом объёмов колбасного производства, обусловленного появлением машин для переработки мяса вместо ручного приготовления колбасного фарша. Изобретатели искусственных колбасных оболочек пытались сохранить положительные свойства натуральных оболочек и устранить их недостатки. Первоначально искусственные оболочки пытались производить из натурального сырья (животного белка, целлюлозы) путём реструктуризации и последующей регенерации. Полимерные колбасные оболочки появились в 1960-х годах. Помимо белковых и целлюлозных искусственных оболочек используются вискозно-армированные (фиброузные и с покрытием из поливинилиденхлорида), пластиковые и другие специализированные оболочки (текстильные, армированные сеткой и др.).